# Schering Rosenhane

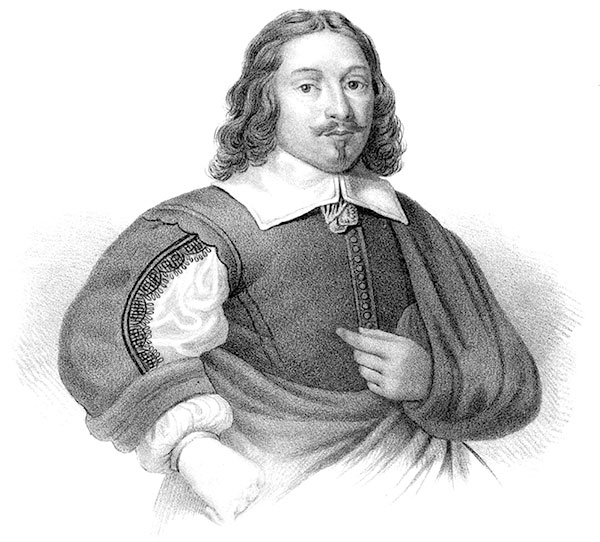
Schering Rosenhane

Schering Rosenhane (* 4. Juli 1609; † 6. August 1663 in Torp) war Gesandter der schwedischen Königin bei den Westfälischen Friedensverhandlungen in Münster und Osnabrück.

## Leben

### Herkunft und Familie
Schering Rosenhane wuchs als Sohn des Johan Rosenhane (1571–1624, Vorsteher der Königlichen Kanzlei) und der Carin Scheringsdotter († 1654) zusammen mit seinen Brüdern Johan (* 1611) und Gustav (* 1619) auf.
Er heiratete am 12. Juli 1636 in Stockholm Beata Sparre of Rossvik (1618–1672, Nichte von Anna Åkesdotter Bååt, ⚭ Axel Oxenstierna). Aus der Ehe gingen zwölf Kinder, von denen fünf Söhne und fünf Töchter das Erwachsenenalter erreichten, hervor. Es waren u. a.:
Beata (1638–1674), Bengt (1639–1700), Johan (1642–1710) und Göran (1649–1677).

### Werdegang und Wirken
Nach dem Studium an der Universität Uppsala unternahm Schering Bildungsreisen durch England, Frankreich und die niederländischen Provinzen. Im Jahre 1632 zum Assessor am schwedischen Hofgericht ernannt, wurde er bald mit diplomatischen Aufgaben betraut. Zwei Jahre später organisierte er den Umbau der Stockholmer Stadtverwaltung sowie des Stadtmagistrats. Im Jahre 1637 wurde er Landeshauptmann von Östergötland. Die schwedische Königin sandte ihn im Jahre 1645 als schwedischen Residenten nach Münster zu den Westfälischen Friedensverhandlungen. Im August 1647 wurde er aus Münster abberufen und im darauf folgenden Jahr als schwedischer Botschafter in Paris eingesetzt. Wegen seiner anonym veröffentlichten kritischen Äußerungen gegenüber der französischen Regierung und Anfeindungen mit dem Kardinal Mazarin wurde er nach Schweden zurückbeordert.
Im Jahre 1650 wurde er zum Kanzlei- und Reichsrat ernannt und führte 1651 eine Kommission in Bremen, die sich mit der Organisation der Verwaltung der neuen Provinz beschäftigte. 1652 zum Oberstatthalter in Stockholm ernannt, wurde er in den Freiherrenstand erhoben. Im selben Jahr setzte Schering nach dem Tod des Johan Adler Salvius als Prinzipallegat in Lübeck erfolglos die Verhandlungen mit Polen fort.
Ein Jahr später wirkte er bei der Einrichtung des schwedischen Gerichts für die deutschen Provinzen in Wismar mit. Auf dem Reichstag in Uppsala im Jahre 1654 verlas er die Erklärung über die Abdankungen der Königin Christina.
Im Jahre 1660 schloss er gemeinsam mit Reichsrat Sten Nilsson Bielke in Kopenhagen das schwedisch-dänische Friedensabkommen.
Mit seiner letzten Amtshandlung leitete er im Jahre 1662 die Kommission über die Angliederung Schonens, das Dänemark an Schweden abtreten musste.
Schering wurde nach seinem Tode im Familiengrab in der Kirche in Husby beigesetzt.

### Sonstiges
In den Jahren 1652 bis 1656 errichtete er in Riddarholmen in Stockholm den Palast Schering Rosenhane, der heute von der Justiz genutzt wird.

### Ehrungen
1652 Freiherr

## Bibliographie (Auswahl)
- Hortus Regius: Ein königlicher Garten. Lychnos-Bibliothek, 0076-163X; 30. Uppsala: Geschichte des Lernens. 1978. Libris 7747666, ISBN 91-85286-12-5. – Herausgeber: Stina Hansson. Oeconomia. Lychnos-Bibliothek, 0076-163X; 8. Uppsala: Geschichte des Lernens. 1944. Libris 8203933 – Herausgeber: Torsten Lagerstedt.